# PGC 57692
LEDA/PGC 57692 ist eine Spiralgalaxie mit aktivem Galaxienkern im Sternbild Hekules am Nordsternhimmel. Sie ist schätzungsweise 411 Millionen Lichtjahre von der Milchstraße entfernt und hat einen Durchmesser von etwa 110.000 Lichtjahren. Vom Sonnensystem aus entfernt sich das Objekt mit einer errechneten Radialgeschwindigkeit von näherungsweise 9.100 Kilometern pro Sekunde.
Im selben Himmelsareal befinden sich unter anderem die Galaxien NGC 6098, PGC 57693, PGC 1594319, PGC 3862692.